# Feltre
Feltre es un pueblo y también una comuna de la provincia de Belluno en el Véneto italiano. Enclavado en una colina al suroeste alcanza el extremo de la provincia, se localiza a las orillas del río Stizzon, alrededor de 4 km de su unión con el río Piave, y a 20 km al suroeste de Belluno. Los Alpes Dolomitas están al norte del pueblo.

## Evolución demográfica
| Gráfica de evolución demográfica de Feltre entre 1861 y 2001 |
|                                                              |
| Fuente ISTAT - elaboración gráfica de Wikipedia              |

## Historia
En tiempos romanos se conocía como Feltria  y descrita como un oppidum por Plinio el Viejo (Nat. Hist. iii, 130), quien también asignó su fundación a la tribu alpina de los raetianos. La ciudad obtuvo reconocimiento de municipio en 49 a. C.
Después de la caída del Imperio romano de Occidente, bajo el cual se desarrolló como una floreciente ciudad, se sustrajo al dominio Lombardo. Posteriormente en la Edad Media, fue dominada por Ezzelino da Romano, la familia Camino, por la Scaligeri de Verona de 1315 a 1337. Feltre estuvo bajo Carlos IV de Luxemburgo, los da Carrara y los Visconti hasta 1404, cuando, junto a Belluno, fue conquistada por la República de Venecia. En 1499 se construyó una nueva línea de murallas.
En 1509 el centro del pueblo fue en su mayor parte destruido durante las batallas entre los venecianos y la Liga de Cambrai, y posteriormente reconstruido con un estilo característico del siglo XVI. En 1797, después de la caída de Venecia, fue gorbernado en ocasiones por Francia. Después del congreso de Vienna (1814), Feltre fue asignado como parte del Imperio austríaco, a quien perteneció hasta 1866.
Estuvo sitiado por Austria durante la Primera Guerra Mundial.
Entre las personas célebres que han nacido en Feltre se encuentran Panfilo Castaldi, el educador humanista Vittorino da Feltre y el pintor Morto da Feltre.

## Principales atractivos

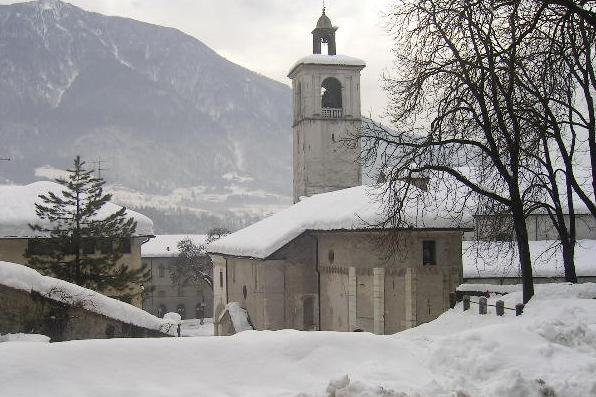
La catedral de Feltre.

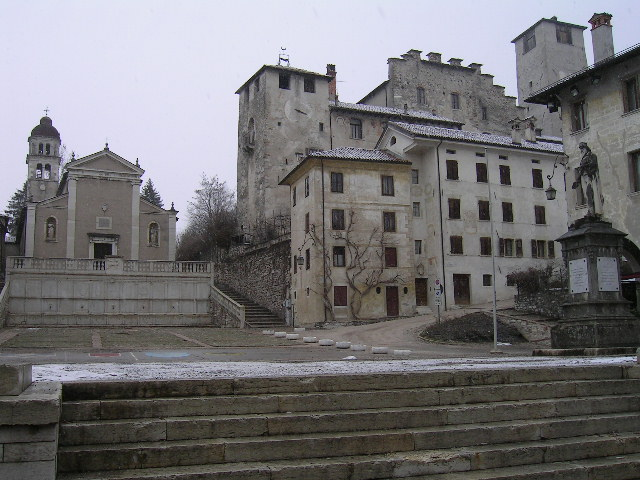
La iglesia de San Roch y el castillo de Alboin.

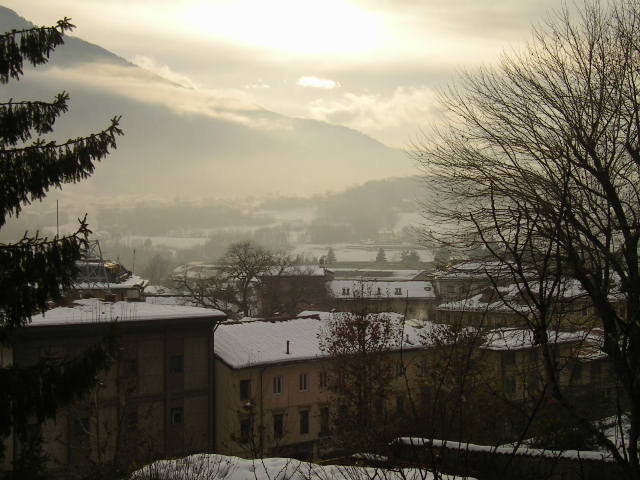
Panorama de Feltre en invierno.

- La catedral, en honor a San Pedro y a San Prosdocimus y reconstruida en el renacimiento. Ha mantenido su ábside de edificaciones anteriores y el campanario del siglo XIV.
- La puerta imperial (1489, restaurada en 1545), donde comienza la Via Mezzaterra.
- El Palazzo Salce.
- El Palazzo della Ragione (siglo XVI), un ejemplo de los antiguos palazzi della Ragione.
- La Pinacoteca, en el Palazzo Villabruna.
- La iglesia y el monasterio de Santa Maria degli Angeli

## Ciudades hermanadas
- Newbury, Inglaterra;
- Bagnols-sur-Cèze, Francia.
- Carcagente, España.